# Черночел дукер
Черночел дукер (Cephalophus nigrifons) е вид бозайник от семейство Кухороги (Bovidae).

## Разпространение и местообитание
Разпространен е в Ангола, Бурунди, Габон, Екваториална Гвинея, Камерун, Кения, Демократична република Конго, Република Конго, Нигерия, Руанда, Уганда и Централноафриканската република.